# Carl Quicklund
Carl Quicklund (* 28. Januar 1992) ist ein ehemaliger schwedischer Skilangläufer. 

## Werdegang
Quicklund trat bis 2012 bei Juniorenrennen an. Von 2011 bis 2017 nahm er vorwiegend am Scandinavian-Cup teil. Dabei kam er im Januar 2012 in Åsarna mit dem dritten Platz im Sprint erstmals aufs Podest. In der Saison 2013/14 errang er einmal den dritten und einmal den zweiten Platz und belegte den vierten Rang in der Gesamtwertung des Scandinavian Cups. Sein erstes Rennen im Weltcup lief er im November 2012 in Gällivare, welches er mit dem 71. Platz über 15 km beendete. Bei der Tour de Ski 2013/14 erreichte er den 47. Platz in der Gesamtwertung. Dabei holte er mit Platz 25 bei Sprints in Oberhof und in der Lenzerheide seine ersten Weltcuppunkte. Bei den Nordischen Skiweltmeisterschaften 2015 in Falun belegte er den 24. Platz im Sprint. In der Saison 2015/16 kam er bei der Tour de Ski 2016 auf den 51. Platz und holte bei den schwedischen Meisterschaften in Piteå die Bronzemedaille im Sprint. Zudem erreichte er in Oberstdorf mit dem 19. Platz im Sprint seine beste Platzierung im Weltcupeinzel.

## Platzierungen im Weltcup

### Weltcup-Statistik
Die Tabelle zeigt die erreichten Platzierungen im Einzelnen.
- 1.–3. Platz: Anzahl der Podiumsplatzierungen
- Top 10: Anzahl der Platzierungen unter den ersten zehn
- Punkteränge: Anzahl der Platzierungen innerhalb der Punkteränge
- Starts: Anzahl gelaufener Rennen in der jeweiligen Disziplin
- Hinweis: Bei den Distanzrennen erfolgt die Einordnung gemäß FIS.

| Platzierung         | Distanzrennen a | Distanzrennen a | Distanzrennen a | Distanzrennen a | Distanzrennen a | Skiathlon Verfolgung | Sprint | Etappen- rennen b | Gesamt | Team c | Team c  |
| Platzierung         | ≤ 5 km          | ≤ 10 km         | ≤ 15 km         | ≤ 30 km         | > 30 km         | Skiathlon Verfolgung | Sprint | Etappen- rennen b | Gesamt | Sprint | Staffel |
| ------------------- | --------------- | --------------- | --------------- | --------------- | --------------- | -------------------- | ------ | ----------------- | ------ | ------ | ------- |
| 1. Platz            |                 |                 |                 |                 |                 |                      |        |                   |        |        |         |
| 2. Platz            |                 |                 |                 |                 |                 |                      |        |                   |        |        |         |
| 3. Platz            |                 |                 |                 |                 |                 |                      |        |                   |        |        |         |
| Top 10              |                 |                 |                 |                 |                 |                      |        |                   |        |        |         |
| Punkteränge         |                 | 1               |                 |                 |                 |                      | 4      |                   | 5      | 1      | 2       |
| Starts              | 1               | 3               | 9               | 1               |                 | 5                    | 14     | 2                 | 35     | 1      | 2       |
| Stand: Karriereende |                 |                 |                 |                 |                 |                      |        |                   |        |        |         |

### Weltcup-Gesamtplatzierungen
| Saison  | Gesamt | Gesamt | Distanz | Distanz | Sprint | Sprint |
| Saison  | Punkte | Platz  | Punkte  | Platz   | Punkte | Platz  |
| ------- | ------ | ------ | ------- | ------- | ------ | ------ |
| 2013/14 | 12     | 134.   | –       | –       | 12     | 81.    |
| 2014/15 | 1      | 158.   | –       | –       | 1      | 99.    |
| 2015/16 | 15     | 113.   | 3       | 89.     | 12     | 75.    |